# Wouter Goes
Wouter Goes (Amsterdam, 10 juni 2004) is een Nederlandse voetballer die uitkomt voor Jong AZ en AZ, hij speelt doorgaans als centrale verdediger.

## Carrière

### AZ
Goes speelde voor ASV Arsenal en Ajax alvorens hij in 2016 de overstap maakte naar de jeugdopleiding van AZ. Daar groeide hij uit tot jeugdinternational en tekende in november 2020 zijn eerste profcontract. Op 4 februari 2022 maakte hij namens Jong AZ zijn competitiedebuut als basisspeler in een met 2-1 verloren uitwedstrijd bij Jong Ajax. In juni 2022 verlengde Goes zijn verbintenis tot 2026.
Op 4 februari 2023 debuteerde Goes in het eerste elftal van AZ in de uitwedstrijd tegen FC Volendam in de Eredivisie, waar hij als basisspeler mocht beginnen aan de wedstrijd, in de 74e minuut werd hij gewisseld voor Mayckel Lahdo. In mei 2023 maakte AZ bekend dat Goes werd toegevoegd aan de selectie van het eerste elftal van het seizoen 2023/24. Onder Pascal Jansen kwam hij amper aan spelen toe dat seizoen, maar na de komst van Maarten Martens werd hij in januari 2024 basisspeler.
In de door AZ verloren finalewedstrijd voor de KNVB Beker tegen Go Ahead Eagles op 21 april 2025 kreeg Goes twee gele kaarten; een van de twee gele kaarten kreeg hij tijdens de strafschoppenserie.

## Clubstatistieken

### Beloften
| Seizoen                      | Club            | Competitie      | Competitie | Competitie |
| Seizoen                      | Club            | Competitie      | Wed.       | Dlp.       |
| ---------------------------- | --------------- | --------------- | ---------- | ---------- |
| 2021/22                      | Jong AZ         | Eerste divisie  | 4          | 0          |
| 2022/23                      | Jong AZ         | Eerste divisie  | 22         | 1          |
| 2023/24                      | Jong AZ         | Eerste divisie  | 11         | 0          |
| Beloften totaal              | Beloften totaal | Beloften totaal | 37         | 1          |
| Bijgewerkt t/m 10 april 2024 |                 |                 |            |            |

### Senioren
| Seizoen                      | Club            | Competitie      | Competitie | Competitie | Beker | Beker | International | International | Totaal | Totaal |
| Seizoen                      | Club            | Competitie      | Wed.       | Dlp.       | Wed.  | Dlp.  | Wed.          | Dlp.          | Wed.   | Dlp.   |
| ---------------------------- | --------------- | --------------- | ---------- | ---------- | ----- | ----- | ------------- | ------------- | ------ | ------ |
| 2022/23                      | AZ              | Eredivisie      | 8          | 1          | 1     | 0     | 2             | 0             | 11     | 1      |
| 2023/24                      | AZ              | Eredivisie      | 14         | 0          | 2     | 0     | 1             | 0             | 17     | 0      |
| Senioren totaal              | Senioren totaal | Senioren totaal | 22         | 1          | 3     | 0     | 3             | 0             | 28     | 1      |
| Carrièretotaal               | Carrièretotaal  | Carrièretotaal  | 59         | 2          | 3     | 0     | 3             | 0             | 65     | 2      |
| Bijgewerkt t/m 10 april 2024 |                 |                 |            |            |       |       |               |               |        |        |

## Erelijst

### Prijzen en prestaties met clubs

#### AZ jeugd
- Winnaar UEFA Youth League 2022/23

## Trivia
- Goes vertelde in maart 2024 in een interview dat Sergio Ramos zijn grote voorbeeld is als voetballer.[6]